# Oumar Touré (Fußballspieler, 1998)
Oumar Touré (* 18. September 1998 in Conakry) ist ein guineischer Fußballspieler.

## Karriere

### Verein
Touré begann seine Karriere in Italien bei Santarcangelo Calcio. 2014 wurde er für ein Jahr an Inter Mailand verliehen. Nach seiner Rückkehr debütierte er im August 2015 für Santarcangelo in der Coppa Italia Serie C, als er im Spiel gegen den AC Rimini 1912 in der 56. Minute für Dario Venitucci eingewechselt wurde. Im selben Monat wurde er an Juventus Turin verliehen. Von Juventus wurde er 2016 schließlich auch fest verpflichtet. Neben Einsätzen für die Primavera-Mannschaft spielte er bei Juventus in drei Saisonen in der UEFA Youth League für die U-19-Mannschaft.
Im Februar 2018 wurde er an den österreichischen Zweitligisten WSG Wattens verliehen. Im März 2018 gab er sein Debüt in der zweiten Liga, als er am 23. Spieltag der Saison 2017/18 gegen den FC Wacker Innsbruck in der Startelf stand.
Im August 2018 wurde er an den albanischen Erstligisten FK Kukësi verliehen. Bei Kukësi spielte er aber keine Rolle und kam zu keinem Einsatz. Daraufhin wurde die Leihe im Januar 2019 vorzeitig beendet und Touré wechselte leihweise weiter nach Griechenland zum Zweitligisten Sparta FC. Für Sparta spielte er fünf Mal in der Football League, stieg mit dem Verein zu Saisonende aber aus der zweiten Liga ab. Nach dem Ende der Leihe wurde er von Turin freigestellt. 2020 fand er in Spanien einen neuen Arbeitgeber.

### Nationalmannschaft
Mit der guineischen U-20-Auswahl nahm Touré 2017 an der WM teil. Guinea schied allerdings bereits in der Gruppenphase aus. Touré kam dabei in zwei der drei Gruppenspiele zum Einsatz.